# Sixeonotus areolatus
Sixeonotus areolatus är en insektsart som beskrevs av Knight 1928. Sixeonotus areolatus ingår i släktet Sixeonotus och familjen ängsskinnbaggar. Inga underarter finns listade i Catalogue of Life.